# Govert Schilling
Govert Schilling (Meerkerk, 30 november 1956) is een Nederlandse wetenschapsjournalist en -publicist op het gebied van de sterrenkunde. Hij is autodidact op het gebied van zowel de astronomie als de journalistiek.

## Loopbaan
Schilling heeft de opleiding werktuigbouwkunde aan de hts van Utrecht gevolgd. Sterrenkunde was al sinds 1972 zijn hobby en het overbrengen van kennis van de sterrenkunde heeft altijd zijn belangstelling gehad. Hij schreef in de loop van de jaren zeventig veel artikelen en brochures voor de Jongerenwerkgroep voor Sterrenkunde van de Nederlandse Vereniging voor Weer- en Sterrenkunde.
Schilling was van 1980 tot 1987 hoofdredacteur van het sterrenkundige maandblad Zenit en werd in 1982 programmaleider bij het toenmalige Zeiss Planetarium Amsterdam. Dat ging in 1986 naar het Artis Planetarium over. Hij had daar van 1987 tot 1998 een aanstelling als programmaleider. Het eerste kinderprogramma van het Artis Planetarium, Sesamstraat en Melkweg (1992) is door Children's Television Workshop, de producent van het Amerikaanse televisieprogramma Sesamstraat, onderscheiden met een 'Award of Excellence'.
Hij ontving in 1989 samen met ESA-astronaut Wubbo Ockels de Simon-Stevinkijker voor zijn bijdragen aan de popularisering van de sterrenkunde. Zijn werk op het gebied van de popularisering van kennis en wetenschap werd in 2002 beloond met de Eureka!-oeuvreprijs van de Stichting Weten en de Nederlandse Organisatie voor Wetenschappelijk Onderzoek.
Schilling werd in 1998 fulltime wetenschapsjournalist en publicist. Zijn sterrenkundige bijdragen verschenen onder andere in het zaterdagse wetenschapskatern van de Volkskrant, de weekbladen Intermediair, Technisch Weekblad en Vrij Nederland, de maandbladen Eos, National Geographic en Grasduinen, het Amerikaanse maandblad Sky & Telescope, het Amerikaanse weekblad Science en het Engelse weekblad New Scientist.
Hij heeft tot dusver circa dertig boeken over uiteenlopende sterrenkundige onderwerpen geschreven, vertaalde veel titels op sterrenkundig gebied en schrijft ieder jaar het Jaarboek Sterrenkunde. Zijn boeken Werelden naast de aarde (1990) en Gezichten van de maan (1994) werden beide genomineerd voor de tweejaarlijkse Kijk-Wetenschapsweekprijs voor het beste Nederlandstalige populair-wetenschappelijke boek. Zijn boeken Tweeling aarde (1997) en Flash! (2000) werden genomineerd voor de Eurekaprijs voor wetenschapscommunicatie.

## Televisie
Schilling wordt regelmatig in radio- en televisieprogramma's uitgenodigd om ontwikkelingen binnen de sterrenkunde te komen toelichten, zoals in De Wereld Draait Door en Heel Nederland kijkt sterren. Hij werd tweede in de grote finale van De Slimste Mens in het winterseizoen van 2015/2016.
In 2019 maakte hij voor de NTR de zesdelige televisieserie over astronomie Govert naar de grenzen van het heelal, dat werd uitgezonden van 14 mei tot en met 18 juni 2019. In 2021 maakte hij voor de NTR de zesdelige televisieserie over paleoantropologie Govert op zoek naar de oorsprong van de mens, uitgezonden van 27 augustus tot en met 1 oktober 2021 en sinds 10 september 2023 de serie Govert naar de kern van de aarde.
Omdat Schilling actief zoekt naar nieuwe vormen van wetenschapscommunicatie, is hij in 2023 benoemd tot erelid van de Vereniging voor Wetenschapsjournalistiek en -Communicatie Nederland.

## Planetoïde
De planetoïde (10986) Govert werd op 28 september 2007 naar hem genoemd. De planetoïde heeft een middellijn van circa 4 km en draait in de planetoïdengordel tussen de planeten Mars en Jupiter, op een gemiddelde afstand van 333 miljoen km om de zon. (10986) Govert doet 3,32 jaar over een volledige omloop.

## Websites
- Allesoversterrenkunde.nl

- Bibsys: 2065789
- Biblioteca Nacional de España: XX5047976
- Bibliothèque nationale de France: cb150179305 (data)
- CiNii: DA13621736
- Digitale Bibliotheek voor de Nederlandse Letteren: schi165
- Gemeinsame Normdatei: 125008201
- International Standard Name Identifier: 0000 0001 1442 0784
- Library of Congress Control Number: n86059848
- Nationale Bibliotheek van Letland: 000181938
- Bibliotheek van het Japanse parlement: 01173556
- Nationale Bibliotheek van Tsjechië: stk2009493622
- Nationale Bibliotheek van Israël: 987007604537905171
- Nederlandse Thesaurus van Auteursnamen: 074326821
- Système universitaire de documentation: 070689180
- Virtual International Authority File: 37195572
- WorldCat: E39PBJpPDRJyfFB8vyQYQPT4MP